# Sinacosa gaoi
Espèce
Sinacosa gaoi est une espèce d'araignées aranéomorphes de la famille des Lycosidae.

## Distribution
Cette espèce est endémique de Chine. Elle se rencontre au Guangxi et au Yunnan.

## Description
Le mâle holotype mesure 7,49 mm et la femelle paratype 9,73 mm.

## Systématique et taxinomie
Cette espèce a été décrite par Wang, Lu et Zhang en 2023.

## Étymologie
Cette espèce est nommée en l'honneur de Han-fei Gao.

## Publication originale
- Wang, Lu & Zhang, 2023 : « Sinacosa, a new trapdoor-building genus of Lycosidae (Araneae) from China. » Acta Arachnologica Sinica, vol. 32, no 1, p. 1-7.